# Rašovice (Úštěk)
Rašovice jsou vesnice, část města Úštěk v okrese Litoměřice. Nachází se asi 4,5 kilometru jihovýchodně od Úštěku. Rašovice leží v katastrálním území Rašovice u Kalovic o rozloze 5,36 km².

## Historie
První písemná zmínka o vesnici pochází z roku 1552.

## Pamětihodnosti
- hrad Helfenburk u Úštěka
- Kaple Rozeslání svatých apoštolů
- Socha Panny Marie nanebevzaté u obce Rašovice u polní cesty vedoucí k vodárně nedaleko za odbočkou na hrad Helfenburk. Zápis z roku 1835 uvádí, že socha byla vztyčena donátorem Josephem Linkem z čp. 9 v Rašovicích, že o sochu pečuje Franz Linke z čp. 9 (s největší pravděpodobností potomek či příbuzný onoho „zakladatele“). O donátorovi sochy částečně informuje i nápis na podstavci, kde se píše, že donátor toto dílo věnoval své ženě Anně Linkové (německy MEINE EH.W. ANNA LINCHIN). U zápisu je poznámka, že socha byla zohavena Rusy tak, že jí „setnuli“ hlavu (pokud jde o „Rusy“, jednalo se pravděpodobně o ruské vojsko, které zde v širokém regionu pobývalo před bitvou u Lipska v roce 1813).[5][p 1] Socha byla objevena v roce 2012 v plotě u chalupy v Rašovicích, zatímco na původním místě zbyl pouze podstavec s reliéfy. Majitel chalupy jí předal zastupitelstvu města Úštěk a po získání dotace z programu vyhlášeného ústeckým krajem, byla socha převezena k opravě pod dohledem pracovníků Národního památkového ústavu.[6] Před opravou byla socha i podstavec ve velmi špatném stavu. Chyběla vrchní část těla, socha byla bez hlavy a krku. Po restaurování byla socha počátkem prosince 2013 vrácena zpět na své původní místo na podstavec, který rovněž prošel opravou. Zrestaurovanou sochu 15. srpna 2014 slavnostně znovupožehnal kanovník litoměřické svatoštěpánské kapituly Martin Davídek. Podstavec sochy byl opatřen destičkou, která spolu s dalšími informacemi uvádí, že se na opravě finančně podílelo Ministerstvo kultury České republiky a město Úštěk.
- Sloup se sochou svatého Jana Nepomuckého
- Usedlosti čp. 4, 10, 11, 35

## Obyvatelstvo
Při sčítání lidu v roce 1921 zde žilo 243 obyvatel (z toho 114 mužů) německé národnosti a římskokatolického vyznání. Podle sčítání lidu z roku 1930 měla vesnice 264 obyvatel: jednoho Čechoslováka a 263 Němců. Kromě dvou evangelíků a jednoho člověka bez vyznání se hlásili k římskokatolické církvi.
|                                               | 1869 | 1880 | 1890 | 1900 | 1910 | 1921 | 1930 | 1950 | 1961 | 1970 | 1980 | 1991 | 2001 | 2011 |
| --------------------------------------------- | ---- | ---- | ---- | ---- | ---- | ---- | ---- | ---- | ---- | ---- | ---- | ---- | ---- | ---- |
| Obyvatelé                                     | 330  | 377  | 332  | 321  | 313  | 290  | 313  | 119  | 110  | 103  | 62   | 49   | 44   | 46   |
| Domy                                          | 68   | 69   | 71   | 70   | 71   | 69   | 70   | 33   | 27   | 24   | 18   | 22   | 36   | 35   |
| Tabulka zahrnuje údaje části Krásná Studánka. |      |      |      |      |      |      |      |      |      |      |      |      |      |      |